# Talsperre Touvedo
Die Talsperre Touvedo (portugiesisch Barragem de Touvedo) liegt in der Region Nord Portugals im Distrikt Viana do Castelo. Sie staut den Fluss Lima zu einem Stausee auf. Rund fünf Kilometer flussabwärts befindet sich die Kleinstadt Ponte da Barca.
Mit dem Projekt zur Errichtung der Talsperre wurde im Jahre 1987 begonnen. Der Bau wurde 1993 (bzw. 1996) fertiggestellt. Die Talsperre dient neben der Stromerzeugung auch der Bewässerung und dem Hochwasserschutz. Sie ist im Besitz der Companhia Portuguesa de Produção de Electricidade (CPPE).

## Absperrbauwerk
Das Absperrbauwerk ist eine Gewichtsstaumauer aus Beton mit einer Höhe von 42,5 (bzw. 43) m über der Gründungssohle. Die Mauerkrone liegt auf einer Höhe von 55 m über dem Meeresspiegel. Die Länge der Mauerkrone beträgt 133,5 (bzw. 134) m. Das Volumen des Bauwerks beträgt 74.620 (bzw. 75.000) m³.
Die Staumauer verfügt sowohl über einen Grundablass als auch über eine Hochwasserentlastung mit drei Toren. Über den Grundablass können maximal 50 m³/s abgeleitet werden, über die Hochwasserentlastung maximal 3.200 m³/s. Das Bemessungshochwasser liegt bei 3.200 m³/s; die Wahrscheinlichkeit für das Auftreten dieses Ereignisses wurde mit einmal in 1.000 Jahren bestimmt.

## Stausee
Beim normalen Stauziel von 50 m erstreckt sich der Stausee über eine Fläche von rund 1,72 km² und fasst 15,5 Mio. m³ Wasser – davon können 4,5 (bzw. 4) Mio. m³ genutzt werden. Das minimale Stauziel, bei dem die Maschinen noch betrieben werden können, liegt bei 47,5 m. Mit den nutzbaren 4,5 Mio. m³ Wasser können 0,2 Mio. kWh erzeugt werden.
Der Stausee dient als Unterbecken für das Pumpspeicherkraftwerk Alto-Lindoso. Ein 4,88 km langer Tunnel verbindet das Kavernenkraftwerk der Talsperre Alto-Lindoso mit dem Stausee von Touvedo.

## Kraftwerk
Das Kraftwerk Touvedo ist mit einer installierten Leistung von 22 MW eines der kleineren Wasserkraftwerke in Portugal. Die durchschnittliche Jahreserzeugung liegt bei 67 (bzw. 61, 66,8 oder 78) Mio. kWh.
Die Kaplan-Turbine des Kraftwerks leistet maximal 22,2 MW und der zugehörige Generator 24 MVA. Sowohl die Turbine als auch der Generator wurden von GEC Alsthom geliefert. Die Nenndrehzahl der Turbinen liegt bei 187,5/min. Der Generator hat eine Nennspannung von 6 kV. In der Schaltanlage wird die Generatorspannung von 6 kV mittels Leistungstransformatoren auf 63 kV hochgespannt.
Die minimale Fallhöhe beträgt 20 m, die maximale 25 m. Der maximale Durchfluss liegt bei 100 m³/s.
Das Kraftwerk ist im Besitz der CPPE, wird aber von EDP betrieben.